# The Scroll Of Stone
The Scroll of Stone este primul album al trupei Magica, apărut în 2002. Este un album conceptual de power melodic, cu elemente simfonice, în genul popularizat de Nightwish.
Albumul a fost înregistrat în primăvara lui 2002 cu Ana Mladinovici la voce și Valentin "Înger Alb" Zenchiu la chitară bas.